# 徳本夏恵
徳本 夏恵（とくもと なつえ、1998年（平成10年）7月20日 - ）は、日本のファッションモデル。大阪府出身。愛称は「なちょす」。LARMEレギュラーモデル。TRUSTAR所属。

## 略歴
大阪のモデル事務所「KimonoGirls」にスカウトされて所属する。
Popteen 2016年5月号が同誌への初登場。同年10月号より同誌専属モデル。
2017年配信のAbemaTV恋愛リアリティーショー『オオカミくんには騙されない♥』へ出演し、那須泰斗とカップル成立。その後のファッションイベントで那須泰斗と共演した際は、ランウェイでの親密ぶりが話題となった。
Popteen 2019年7月号で同年8月号をもって卒業することを発表した。2019年8月1日、東京・豊洲PITで開催された『Popteen#真夏のティーンズフェス2019』にて卒業ステージが行われた。
2019年9月17日、自身のTwitterでLARMEモデルになったことを発表した。
2020年3月25日、自身のSNSとYouTubeチャンネルで那須泰斗との破局を発表した。
2020年5月31日をもってKimonoGirlsおよびジャストプロを退所し、フリーで活動することを発表した。
2020年7月1日から芸能事務所TRUSTARに所属したことを発表した。

## 出演

### インターネットテレビ
- オオカミくんには騙されない♥（2017年、AbemaTV）[6]
- Qosmetic 8（2021年1月23日 - 3月13日、ABEMA） - インフルエンサー[11]

### テレビ
- TiARY TV kirari（2019年11月 - 2020年12月27日、tvk）

### CM
- サントリーフーズ 「POPメロンソーダ」（2017年）[12]

## 書籍

### 雑誌
- Popteen（角川春樹事務所）専属モデル[5]

### 写真集
- おとなちょ。徳本夏恵写真集（2023年2月22日、双葉社）ISBN 978-4575317824[13]